# Бонфин (Рорайма)
Бонфин (на португалски: Bonfim) е град — община в североизточната част на бразилския щат Рорайма, на границата с Гаяна. Общината е част от икономико-статистическия микрорегион Североизточна Рорайма, мезорегион Северна Рорайма. Населението на Бонфин към 2010 г. е 10 951 души, а територията е 8095.319 km2.

## История
Общината е основана по силата на Федерален закон № 7.009 от 1 юли 1982 г., след като се отделя от щатската столица Боа Виста. В Бонфин се намират руините на крепостта Сау Жуаким.

## География
Градът е разположен на левия бряг на река Такуту, на границата между Бразилия и Гаяна, свързани посредством моста над река Такуту. През града минава междущатската магистрала BR-401, която го свързва с Боа Виста, на около 125 km разстояние.
Градската част е съставена от три квартала:
- Жетулиу Варгас
- Сау Франсиску
- Сидади Нова

## Икономика
Икономиката се основава на аграрния сектор. Отглеждат се маниока, банани, кажу, ориз, царевица и др.

## Инфраструктура
Образование
Общината разполага с 19 училища за основно и 1 за средно образование.
Здравеопазване
На територията на Бонфин съществува една държавна болница с 25 легла и няколко медицински поста във вътрешността на общината.
Въоръжени сили
Специален граничен взвод, към Пехотната бригада за джунглата (в Боа Виста).
Транспорт
Има малко летище (аеродрум) и автогара.
Други
Разполага със система за разпределение на вода, електроенергия, пощенска станция, банкова агенция и телефонна мрежа.